# 국정교과서
국정교과서(國定敎科書, National Textbook)는 국가에서 발행하는 교과서를 뜻한다. 출판사에서 발행해 교육담당 관청의 검정이나 인정을 거치는 검인정제나, 검인정 과정 없이 교과서를 발행하는 체제와는 달리 국가의 독점적 지위를 활용한다. 국정교과서가 존재하는 경우 반드시 국정교과서를 사용하여야 한다.

## 논란

### 개신교, 국정교과서 창조가설 삽입 건의 논란
2008년 9월 25일 크리스천투데이에 따르면 합동총회(총회장 최병남 목사) 신학부는 “현 국정교과서에는 진화론에 대한 이론(정설)만 게재하여 국민의 알 권리와 종교의 자유가 침해될 수 있다.”며 “대정부 건의를 위해 진정서를 제출하자”고 보고했고 합동총회는 그대로 결의했다. 신학부는 또 “단군신화를 역사로 보는 관점은 헌법에 보장돼 있는 종교의 자유를 무시하고 있으며 실질적으로 단군종교를 국교화할 수 있는 헌법적 위헌의 소지가 있다.”고 판단하고 총회 이단피해대책조사연구위원회로 넘겨 처리하기로 했다.

### 교학사의 고등학교 역사교과서 부실 논란 및 국정교과서 환원 논란
2013년 8월 30일 교학사 교과서가 국사편찬위원회의 검정 심의에 최종 통과하면서 논란에 휩싸였다. 교과서의 일부 내용이 인터넷의 사진을 자료사진으로 대거 인용했다는 지적이 제기되면서 도덕성 시비가 일었고 여기에 역사단체들에 의해 기본적인 사실 관계 오류가 100여건 이상 되는 것으로 밝혀짐에 따라 교학사 교과서는 교과서로서 자격을 갖추지 못했다는 질타를 받았다.
2013년 9월 10일 민주당이 본격적인 대응에 나섰고, 2013년 9월 11일 오후 서남수 교육부 장관은 논란을 빚고 있는 교학사의 고교 한국사 교과서에 대해 교육부는 전문가협의회를 구성해 수정·보완하겠다는 방침을 밝혔다. 지정 취소에 대해서는 “검토한 바 없다.”고 말했다.
2013년 10월 23일 한국역사연구회, 역사문제연구소, 민족문제연구소, 역사학연구소는 이날 공동 보도 자료를 통해 교육부가 고교 한국사 교과서 8종 전부에 대해 수정·보완 권고를 한 것과 관련하여 "교학사 책"의 역사 왜곡을 방치하는 무책임한 태도라고 지적했다. 4단체는 교육부가 "반역사적인 교학사 책의 본질적 위험성을 방치"했으며 이는 "공교육을 관리하는 당국으로서는 직무 유기"라고 질타했다.
2013년 11월 5일 정홍원 국무총리는 교학사 역사교과서 논란과 관련해 "국정교과서로 전환하는 문제에 대해 논의할 필요가 있다"고 밝혔고, 2013년 11월 8일 새누리당 심재철 최고위원이 CBS 라디오에 출현하여 학교 국사 교육과 관련해 국정교과서 채택을 주장했다. 2013년 11월 12일 대한민국헌정회는 "이 같은 논쟁을 종식시키기 위해 현재 검인정으로 돼 있는 고교 한국사 교과서를 조속한 시일 내에 국정교과서로 환원해야 한다"고 밝혔다.
같은 날 한국사학계 원로교수들은 서울특별시 중구 프레스센터에서 기자회견을 열고 한국사 교과서와 역사 교육문제에 대한 우려를 표명했다.
2013년 12월 19일 한국역사연구회·한국고대사학회·한국근현대사학회·한국사연구회·한국중세사학회·한국민족운동사학회·한국역사교육학회 등 7개 학회는 서울특별시 중구 대우재단빌딩에서 교학사 교과서 수정본에 대한 검토 설명회를 열고 중복, 반복, 서술 등 잘못된 문장을 지적했다.
2014년 1월 7일 새누리당 황우여 대표는 YTN과의 인터뷰에서 "역사는 한 가지 교과서로 가르치는 게 국가적 임무가 아니겠나 하는 생각이 있다"면서 "국가가 국정, 공인하는 한 가지 역사로 국민을 육성하는 것이 옳지 않은가 하는 생각을 많이 한다."고 말했다.
2014년 1월 8일 새누리당 최경환 원내대표는 최고중진연석회의에서 "어떠한 이유에도 역사는 진영 논리에 따라 춤을 추어서는 안 된다."면서 "미래 세대를 위해서라도 국정 교과서로 다시 돌아가는 방안을 진지하게 논의해야 할 때"라고 강조했다. 염동열 의원은 “우리나라는 특수한 입장이다. 결국 교과서 문제가 친일, 친북 문제인데 북한 교과서가 상당히 문제가 있고 거기에 답습한 것이 진보 성향의 교과서가 남아 있기 때문에, 유일하게 분단 국가가 한국인데 그런 차원에서 북한과의 특수한 관계 때문에 국정교과서 필요하다고 본다”고 주장했다.
이에 대해 민주당 김한길 대표는 "새누리당 정권이 역사전쟁이라고 하면서 역사교과서를 이념으로 왜곡하려 했지만 국민들은 진실을 선택한 것입니다."라고 언급했다. 또한 국정교과서로 돌아가자는 건 유신시절로의 회귀라며 역사 왜곡 시도를 중단하라고 촉구했다.

## 같이 보기
- 국정교과서 (공기업)
- 동북아역사재단
- 미래엔